# Puch 250 SGS
Die Puch 250 SGS (Schwing-Gabel-Sport) war ein von der österreichischen Steyr Daimler Puch AG im Puch Werk in Thondorf bei Graz produziertes Motorrad. Das mit luftgekühltem Zweitakt-Doppelkolbenmotor und Schalenrahmen ausgestattete Motorrad der Baureihe SG wurde am 1. Oktober 1953 in Paris der Öffentlichkeit vorgestellt. Bis zur Produktionseinstellung 1970 wurden 38.584 Puch 250 SGS produziert.
Der SG-Baureihe mit einem Hubraum von 250 cm³ gehören neben der 250 SGS auch die Tourenversion 250 SG, die Sportversion SGSS sowie eine Militärausführung 250 MCH an.
Folgende Abkürzungen wurden verwendet: SG = Schwinggabel, SGA = Schwinggabel mit Anlasser, SGS = Schwinggabel-Sport, SGSA = Schwinggabel-Sport mit Anlasser. Der Schalenrahmen wurde von Erwin Musger und Alfred Oswald entwickelt und 1953 patentiert.

250 SGS

250 SGS, Baujahr 1954

250 SGS, Baujahr 1954

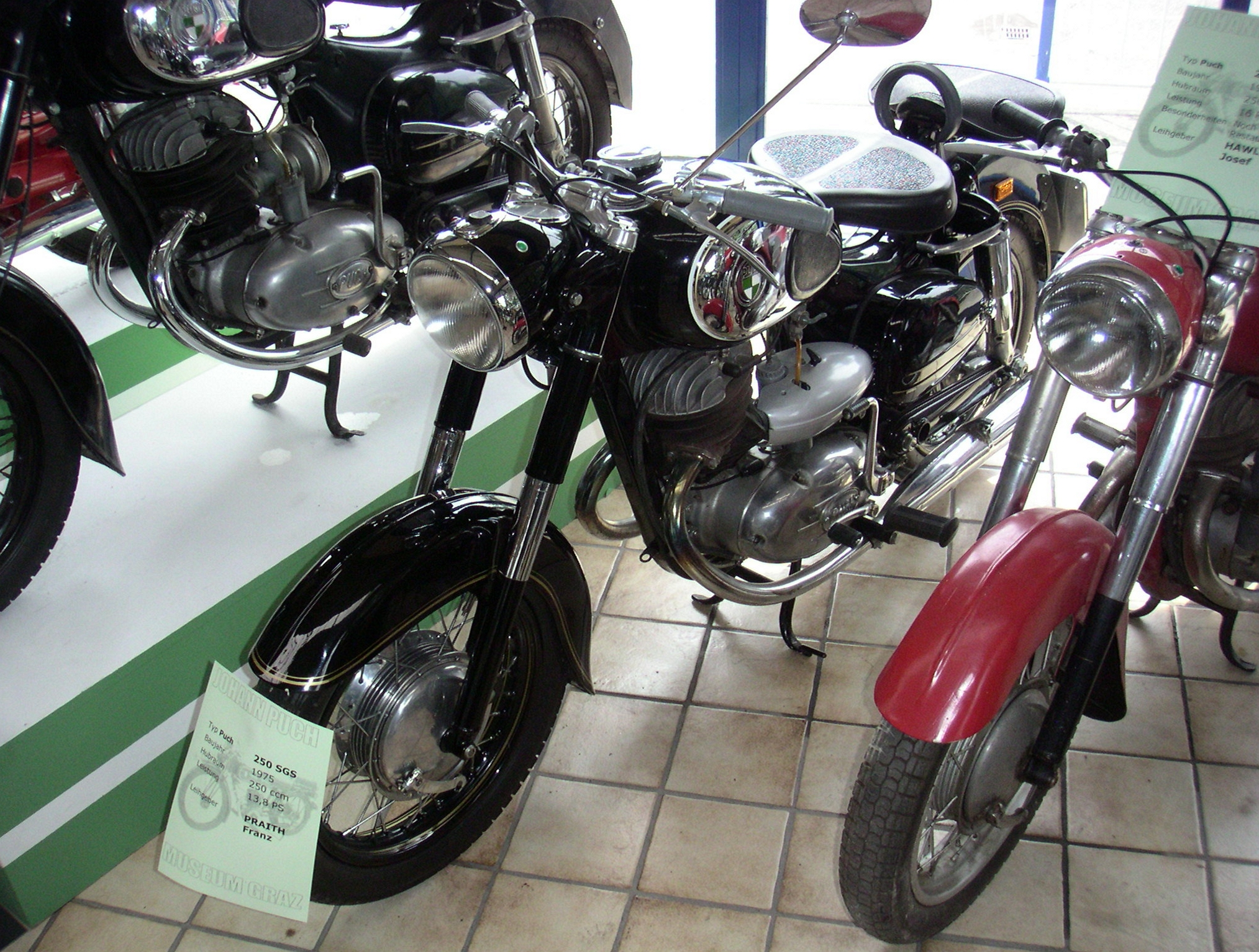
Puch 250 SGS, Puch-Museum Graz 2004

Die Puch 250 SGS wurde in den USA von Sears unter der Marke Allstate als Typ SR 250 vertrieben.

## Technische Daten
| Bauart                | luftgekühlter Doppelkolbenzweitaktmotor mit Frischölschmierung | luftgekühlter Doppelkolbenzweitaktmotor mit Frischölschmierung | luftgekühlter Doppelkolbenzweitaktmotor mit Frischölschmierung |
| Hubraum               | 248 cm³                                                        | 248 cm³                                                        | 248 cm³                                                        |
| Bohrung               | 2 × 45 mm                                                      | 2 × 45 mm                                                      | 2 × 45 mm                                                      |
| Hub                   | 78 mm                                                          | 78 mm                                                          | 78 mm                                                          |
| Leistung              | 12,2 kW (16,5 PS) bei 5800/min                                 |                                                                |                                                                |
| max. Drehmoment       | 22,76 Nm (2,32 kpm) bei 3300/min                               | 22,76 Nm (2,32 kpm) bei 3300/min                               | 22,76 Nm (2,32 kpm) bei 3300/min                               |
| Getriebe              | Viergang-Fußschaltung                                          | Viergang-Fußschaltung                                          | Viergang-Fußschaltung                                          |
| Höchstgeschwindigkeit | 110 km/h sitzend / 122 km/h liegend                            | 110 km/h sitzend / 122 km/h liegend                            | 110 km/h sitzend / 122 km/h liegend                            |
| Verbrauch             | 3,3 l/100 km                                                   | 3,3 l/100 km                                                   | 3,3 l/100 km                                                   |
| Tankinhalt            | 13 l (davon 3 l Reserve)                                       | 13 l (davon 3 l Reserve)                                       | 13 l (davon 3 l Reserve)                                       |
| Gewicht vollgetankt   | 155 kg                                                         | 155 kg                                                         | 155 kg                                                         |
| zul. Gesamtgewicht    | 342 kg                                                         | 342 kg                                                         | 342 kg                                                         |
| Länge                 | 1985 mm                                                        | 1985 mm                                                        | 1985 mm                                                        |
| Höhe                  | 920 mm                                                         | 920 mm                                                         | 920 mm                                                         |
| Breite                | 645 mm                                                         | 645 mm                                                         | 645 mm                                                         |
| Radstand              | 1345 mm                                                        | 1345 mm                                                        | 1345 mm                                                        |
| Bodenfreiheit         | 140 mm                                                         | 140 mm                                                         | 140 mm                                                         |